# سنت مرین
سنت مرین (به انگلیسی: St Merryn) یک روستا و محله مدنی در بریتانیا است که در کورنوال واقع شده‌است. سنت مرین ۱٬۶۰۶ نفر جمعیت دارد.